# Vishnuvardhan

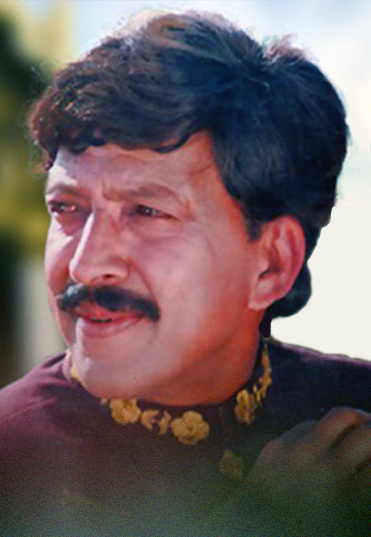
Vishnuvardhan (1997)

Vishnuvardhan (Kannada: ವಿಷ್ಣುವರ್ಧನ್; Geburtsname: Sampath Kumar; * 18. September 1950 in Mysuru, Karnataka; † 30. Dezember 2009 ebenda) war ein indischer Schauspieler. Er gehörte neben Ambareesh und Rajkumar zu den führenden männlichen Darstellern des Kannada-Films der 1970er und 80er Jahre.

## Biografie
Vishnuvardhan hatte sein Filmdebüt 1971 mit einer Nebenrolle in Vamsha Vriksha von Girish Karnad und B. V. Karanth. Bereits in seinem zweiten Film, dem Filmdrama Nagara Haavu (1972) von S. R. Puttanna Kanagal, spielte Vishnuvardhan die Hauptrolle neben der Darstellerin Arathi. Weitere wichtige Rollen spielte er unter anderem in Boothayyana Maga Ayyu (1974), dem Kinderfilm Nagarhole (1977), Sahasa Simha (1982), Jeevana Chakra (1985), Malaya Marutha (1986). Häufig trat er unter der Regie von S. V. Rajendra Singh auf, so als Offizier in dem Kriegsfilm Muthina Hara (1990) mit Suhasini als seine Frau. 1991 hatte er in dem Ramsay-Brothers-Film Inspector Dhanush seinen ersten Auftritt in einem Hindi-Film; er spielte auch in wenigen tamilischen Filmen, darunter Alaigal (1973) von C. V. Sridhar und Mazhalai Pattalam (1980).
Vishnuvardhan wirkte in etwa 200 Filmen mit. Seine Popularität nutzte er auch für öffentliche Einrichtungen sowie Wohlfahrtsaktivitäten der Filmindustrie. Für seine darstellerischen Leistungen wurde er mit 7 Filmfare Awards South ausgezeichnet und erhielt daneben auch zahlreiche staatliche Auszeichnungen. 2005 wurde ihm ein Ehrendoktortitel der Bangalore University verliehen.
Nach dem Bekanntwerden seines Todes aufgrund eines Herzinfarkts kam es zu Unruhen in Karnataka und die Sicherheitsmaßnahmen an seinem Wohnsitz wurden durch die Polizei erhöht, um den Ansturm seiner Fans zu regulieren. Der Chief Minister des Bundesstaates Karnataka B. S. Yeddyurappa ordnete die Schließung aller Schulen und Colleges in Karnataka am Tage nach Vishnuvardhans Tod an.